# Paul Germain (Turner)
Paul Frédéric Germain (* 7. Februar 1875 in Roubaix; † unbekannt) war ein französischer Turner.

## Leben und Karriere
Germain nahm an den zweiten Olympischen Sommerspielen 1900 in der Hauptstadt Paris teil, belegte in dem als „Championnat International de Gymnastique“ bezeichneten Einzelmehrkampf (dem einzigen ausgetragenen Wettbewerb im Turnen) den 117. Rang unter 135 Teilnehmern und erreichte dabei nach Austragung der sechzehn Disziplinen insgesamt 183 von 320 maximal möglichen Punkten.